# Rachias odontochilus
Rachias odontochilus är en spindelart som beskrevs av Cândido Firmino de Mello-Leitão 1923. 
Rachias odontochilus ingår i släktet Rachias och familjen Nemesiidae. Inga underarter finns listade i Catalogue of Life.